# Lingga (regentschap)
Lingga is een regentschap (kabupaten) met een groep eilanden in de Indonesische provincie Riau-archipel ten noordoosten van de noordoostkust van het eiland Sumatra. 
|  |

Stadsgemeenten: Batam · Tanjung Pinang

Regentschappen: Bintan · Karimun · Kepulauan Anambas · Lingga · Natuna-eilanden